# Supernova type Ia

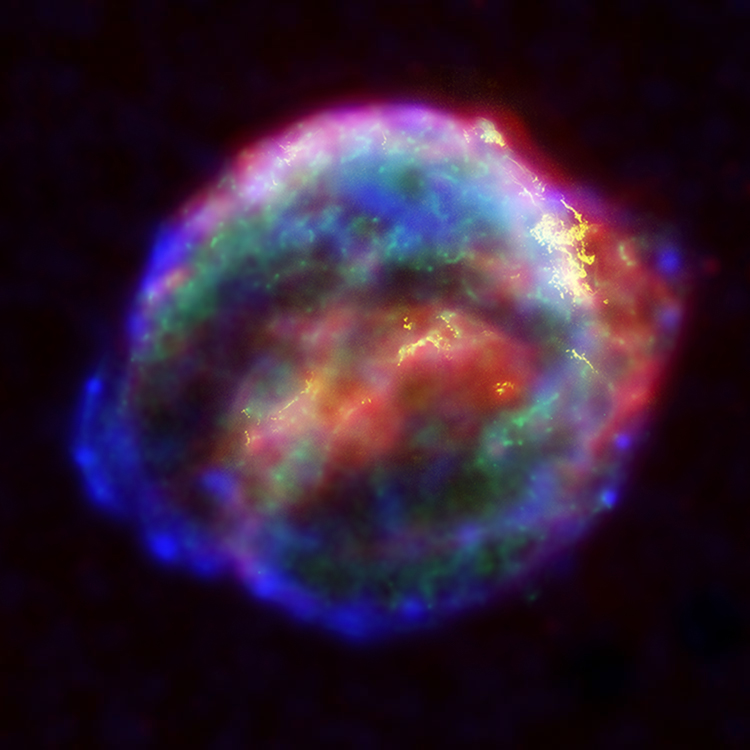
Keplers supernova was type Ia, vond plaats in 1604 en is aan de hemel nog steeds te zien als supernovarest.

Animatie van een supernova.

Een supernova type Ia (lees: "type één-a") is een type supernova dat plaatsvindt in een dubbelstersysteem (twee sterren in omloop om elkaar), waarvan ten minste een van beide sterren een witte dwerg is. De andere ster kan verschillende objecten zijn: alles van een reuzenster tot een kleinere witte dwerg behoren tot de mogelijkheden.
De fysieke limiet voor een witte dwerg; een 'dode ster' die hoofdzakelijk bestaat uit zuurstof en koolstof en een trage rotatie heeft, is 1,44 zonnemassa (symbool: M☉). Zou de ster nog zwaarder worden, dan zou kernfusie weer kunnen beginnen en zal hij kunnen exploderen in een supernova-explosie. Deze limiet wordt vaak de Chandrasekhar-massa genoemd, wat niet verward moet worden met de Chandrasekhar-limiet, waarbij degeneratieve elektronendruk overwonnen wordt en een catastrofale implosie volgt. Als een witte dwerg langzaam massa opneemt via accretie van een begeleidende ster uit een dubbelstersysteem, is de algemene hypothese dat bij het bereiken van de Chandrasekhar-massa, de kern van de dwerg de druk en temperatuur zal bereiken waardoor kernfusie van koolstof mogelijk wordt.
In de zeer zeldzame gebeurtenis dat een witte dwerg zou samensmelten met nóg een witte dwerg, zal deze de limiet plotseling overschrijden en beginnen te imploderen, waarbij de temperatuur opnieuw zo hoog wordt dat kernfusie zal herstarten. Maar luttele seconden nadat deze kernfusie begint ondergaat een substantieel deel van de massa van de witte dwerg een thermisch cascade-effect. Hierdoor zal genoeg energie worden geproduceerd (1-2 x 1044 J) om de ster te doen ontploffen in een supernova-explosie.
De type Ia-categorie van supernovae produceert een vaststaande piek in lichtkracht, omdat de massa van witte dwergen ten tijde van de explosie altijd gelijk is, namelijk de Chandrasekhar-massa. Daardoor kunnen deze explosies gebruikt worden als ijkwaarde  (standaardkaarsen) om onder andere de afstand te kunnen bepalen van de sterrenstelsels waarin ze plaatsvinden. De schijnbare magnitude wordt namelijk hoofdzakelijk bepaald door de afstand.
In mei 2015 rapporteerde NASA dat het Kepler Space Observatory KSN2011b geobserveerd heeft, een type Ia supernova die nog bezig was met exploderen. Dit was een buitenkansje voor de wetenschappers, omdat er nog veel onbekend is over type Ia van vóór de explosie. Met meer van dit soort data zou men het fenomeen supernovae Ia beter kunnen beoordelen. Ze zijn ook nog eens de belangrijkste aanwijzing voor het bestaan van donkere energie.

## Wetenschappelijke consensus

Spectrum van SN1998aq, een type Ia supernova, een dag na de piek, in het blauwe deel van het spectrum

Type Ia supernova is een subcategorie uit het classificatieschema van Minkowski-Zwicky, dat is opgesteld door de Duits-Amerikaanse astronoom Rudolph Minkowski en de Zwitserse astronoom Fritz Zwicky. De theoretici onder astronomen hebben lang verondersteld dat de sterren die aan de basis liggen van deze supernovae witte dwergen waren. Het empirische bewijs hiervoor werd pas in 2014 vastgesteld toen een type Ia supernova geobserveerd werd in het Sigaarstelsel.
Er zijn een aantal verschillende wijzen waarop dit soort supernova kan ontstaan. Al deze manieren hebben echter hetzelfde onderliggende mechanisme. Dit is het accretiemodel. Wanneer een traag roterende witte dwerg van koolstof en zuurstof, materie opneemt van een nabije ster, kan de totale massa van de dwerg de Chandrasekhar-limiet van 1,44 M☉ overschrijden. Boven deze limiet is de degeneratieve elektronendruk niet langer voldoende ijn om de massa van de ster te behoeden voor implosie. Het is op deze massagrens dat supernova type Ia ontstaat.
Het is in principe mogelijk, doch nooit bewezen, dat een witte dwerg bestaande uit magnesium, neon en zuurstof verder zou kunnen imploderen tot een neutronenster.
In de hedendaagse opvattingen van astronomen die het model voor een supernova type Ia beschrijven, wordt deze limiet echter nooit behaald. De implosie vindt dan ook niet plaats. In plaats daarvan stijgen de temperatuur en de druk van de kern dusdanig door de toenemende massa, dat er op 99% van de limiet een periode van convectie plaatsvindt, die zo'n 1000 jaar duurt. Op een bepaald punt in deze sudderende fase wordt een vlammenfront van deflagratie gecreëerd, dat ontstaat door koolstoffusie. Hoe deze ontvlamming precies tot stand komt, is nog niet helemaal duidelijk, noch de locatie of het aantal ontvlammingspunten. Het kernfusieproces van zuurstof begint kort hierna, maar deze brandstof zal niet zo compleet worden verbruikt als de koolstof.

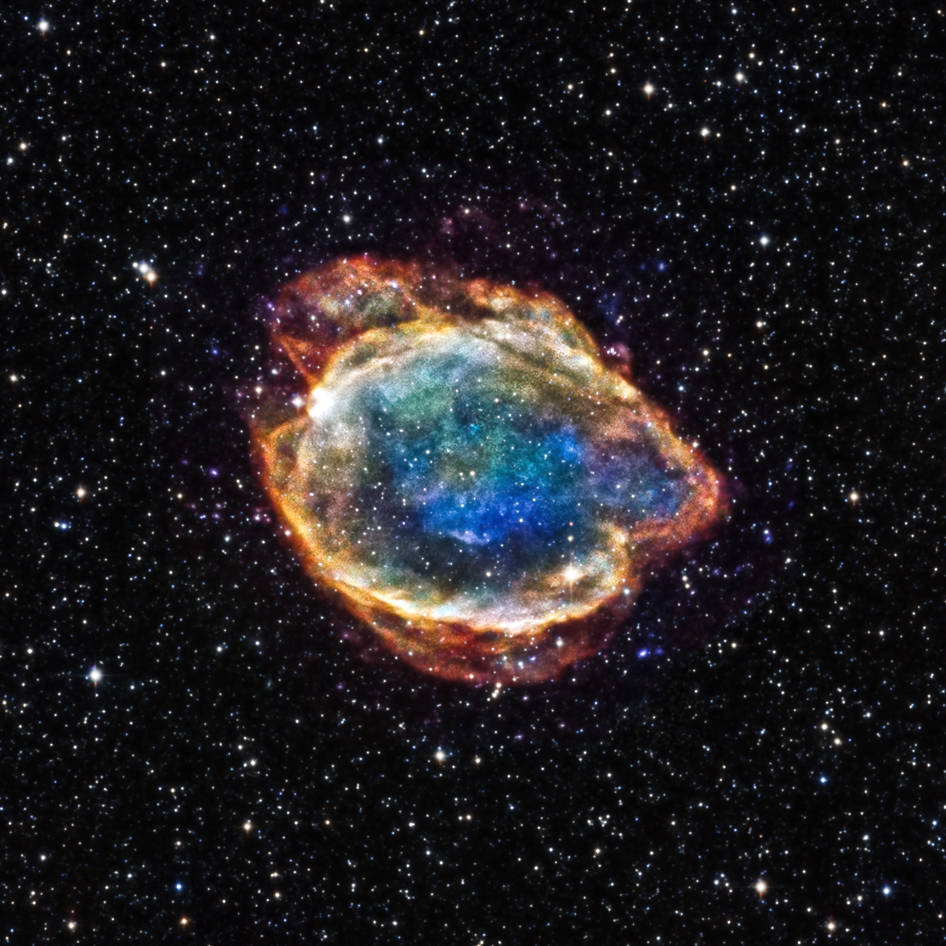
Supernovarest G299, veroorzaakt door type Ia

Zodra kernfusie begint, neemt de temperatuur van de (voormalige) witte dwerg toe. Een ster op de hoofdreeks, die zichzelf in stand houdt met thermische druk, kan via een uitzettingsmechanisme afkoelen, waardoor automatisch het hydrostatisch evenwicht wordt bewaard in geval van fluctuaties. De degeneratieve druk is echter niet afhankelijk van temperatuurveranderingen en afkoelen door uitzetting of inkrimping is dan ook niet mogelijk. Daarom zijn deze objecten ook ontvankelijk voor het op hol laten slaan van kernfusiereacties. De ontvlamming zal hevig versnellen, wat deels te danken is aan de Rayleigh-Taylor-instabiliteit en ook door interactie met de ontstane turbulente stroming. Er bestaat nog veel onenigheid in de wetenschappelijke wereld of deze ontstekingsvlam wel of niet transformeert in een supersonische detonatie van een subsonische deflagratie.
Hoewel exacte details van de ontsteking van de supernova niet geheel duidelijk zijn, wordt doorgaans aangenomen dat een substantieel gedeelte van de koolstof en zuurstof in de witte dwerg in een periode van luttele seconden fuseert tot zwaardere elementen. Hierbij doet de vrijkomende energie de interne temperatuur stijgen tot miljarden graden. De vrijgekomen energie (1–2×1044 joule) is ruim voldoende om de ster te laten exploderen en de bindingsenergie van zwaartekracht teniet te doen; dat wil zeggen, de individuele deeltjes waaruit de witte dwerg bestaat krijgen voldoende kinetische energie om uit elkaar te vliegen. De ster knalt nu gewelddadig uiteen en vormt een schokgolf waarin materie meestal wordt uitgestoten met een snelheid van zo'n vijfduizend tot twintigduizend kilometer per seconde, ruwweg 6% van de lichtsnelheid. Deze uitbarsting van energie veroorzaakt tevens een extreme toename in lichtkracht. De standaard visuele absolute magnitude van type Ia supernovae is met weinig variatie Mv -19,3 (5 miljard keer feller dan van de zon).
De theorie van dit type supernova is vergelijkbaar met die van novae, waarbij de witte dwerg materie trager via accretie opneemt en niet in de buurt komt van de Chandrasekhar-massa. Hierbij wordt de witte dwerg ook niet verwoest. Bij deze "klassieke novae" veroorzaakt de invallende materie een explosie aan het oppervlak van fuserende waterstof, die de ster niet vernietigt.
Type Ia is significant anders dan supernova type II omdat die laatste veroorzaakt wordt door het cataclysmische exploderen van de buitenste lagen van een zeer grote ster, terwijl de kern van die ster implodeert. Hierbij wordt potentiële zwaartekrachtsenergie omgezet in een kolossale emissie van neutrino's. In het spectrum van type II is waterstof te vinden, die men niet aantreft in de types I.

## Het vormingsproces

Serie voorstellingen van hoe een dubbelstersysteem kan evolueren om vervolgens een type Ia te creëren

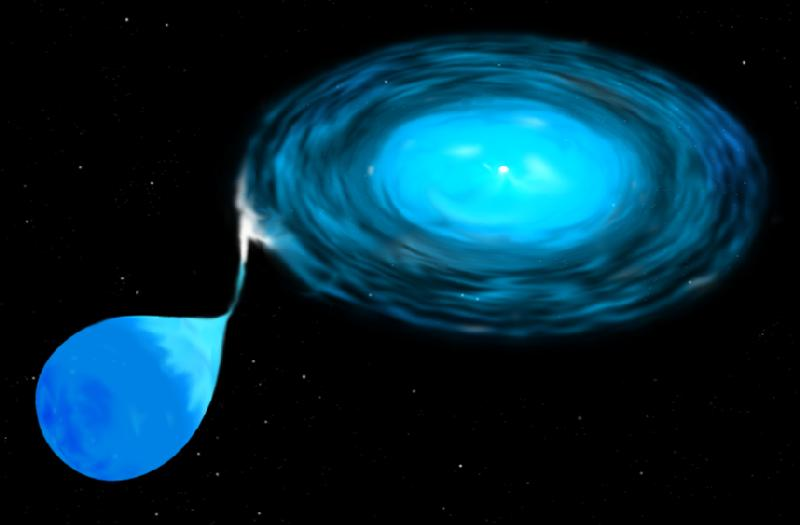
Hier wordt materie afgestroopt van een reuzenster, om dan een accretieschijf om de compacte begeleidende ster (zoals een witte dwerg) te vormen. Afbeelding van NASA

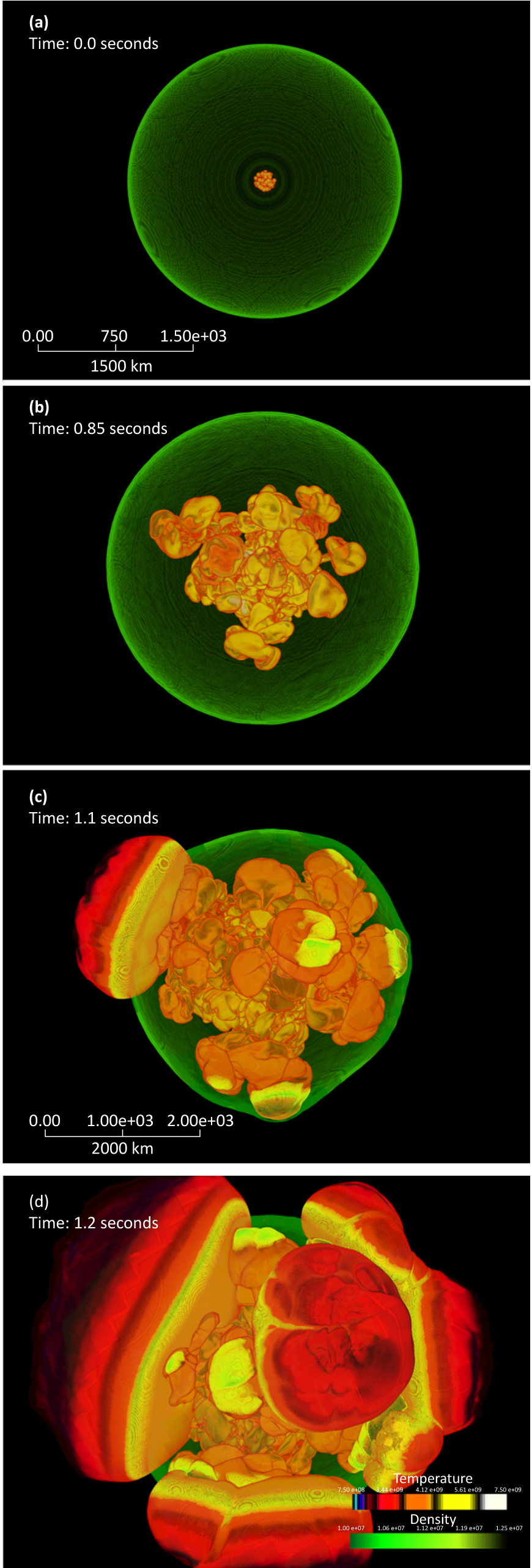
Computersimulatie van de periode van explosie, van deflagratie tot detonatie, de vorming van de supernova. Gemaakt met een wetenschappelijke supercomputer

#### Enkelvoudige degeneratieve sterren van oorsprong
Een van de modellen voor het vormingsproces voor deze categorie supernova is een nauw dubbelstersysteem. In dit model zijn de twee sterren hoofdreekssterren, waarvan de een meer massa heeft dan de ander. Omdat deze ster meer massa bezit, zal ze ook als eerste van de twee zover evolueren dat ze de asymptotische reuzentak bereikt, waarop de ster enorm in omvang toeneemt. Mochten de twee sterren een omhulsel gaan delen tijdens deze fase, kan het systeem een flinke portie massa verliezen. Hierdoor kunnen het impulsmoment, de diameter van de omloop en de omlooptijd afnemen. Wanneer de zwaarste ster zich reeds tot een witte dwerg ontwikkeld heeft, zal na verloop van tijd ook de lichtere ster in een rode reus evolueren. De sterren draaien nu steeds dichter naar elkaar toe en de omlooptijd kan versnellen tot slechts enkele uren. Nu is de situatie aangebroken waarop de witte dwerg massa via accretie zal gaan opnemen. Houdt het accretieproces lang genoeg aan, kan de witte dwerg uiteindelijk de Chandrasekhar-massa bereiken.
Een begeleidende witte dwerg zou ook materie kunnen aantrekken van andere soorten sterren, zoals een subreus of (indien de omloop nauw genoeg is) zelfs van een hoofdreeksster. Het daadwerkelijke evolutieproces tijdens deze fase van accretie blijft giswerk, omdat het niet goed zichtbaar is en de samenstelling van het systeem dus niet zeker is. Onzeker is de mate van accretie, net als de grootte van overdracht van impulsmoment aan de witte dwerg, dus zijn meerdere combinaties een plausibele mogelijkheid.
Er zijn schattingen gemaakt dat minder dan 20% van alle type Ia-supernovae hun oorsprong vinden in enkelvoudige degeneratieve sterren.

#### Meervoudige degeneratieve sterren van oorsprong
Een tweede mogelijkheid om een supernova type Ia te creëren is een samensmelting van twee witte dwergen, waarbij de gecombineerde massa die van de Chandrasekhar-massa  overschrijdt, wat de explosie veroorzaakt.
Botsingen tussen solitaire sterren zijn extreem zeldzaam. In de Melkweg gebeurt dit slechts eenmaal in 107 tot 1013 jaar; dat is vele malen minder dan de frequentie waarin novae worden waargenomen. In de dichtbevolkte gebieden van bolvormige sterhopen komen botsingen echter veel vaker voor (cf. blauwe dwaalsterren). Een plausibel scenario voor type Ia is een botsing met een dubbelster, of een botsing tussen twee dubbelsterren waar witte dwergen in zitten. Zo'n botsing is een aannemelijk scenario om een nauw dubbelstersysteem te kunnen produceren van twee witte dwergen. De gezamenlijke omloop zal met verloop van tijd verkleinen en uiteindelijk zouden de dwergen kunnen samensmelten, in een gedeeld steromhulsel. Een studie van vierduizend witte dwergen, met spectra van de Sloan Digital Sky Survey, trof hierin 15 dubbele witte dwergen aan. Uit deze verhouding leerden astronomen dat in de gehele Melkweg elke 100 jaar twee witte dwergen zouden samensmelten. Dit komt overeen met de hoeveelheid waargenomen type Ia-supernovae in onze kosmische buurt.
Een tweevoudige degeneratief stersysteem is een van meerdere verklaringen die geopperd zijn voor de abnormaal grote (2 M☉) ster van oorsprong van supernova SN 2003fg. Het is ook de enig mogelijke verklaring voor supernovarest SNR 0509-67.5, omdat alle voorspellingsmodellen met een enkele witte dwerg uitgesloten zijn. Het is ook de meest plausibele verklaring voor SN 1006, vanwege het feit dat er geen achtergebleven begeleidende ster aangetroffen is. De gemaakte observaties met de Swiftsatelliet van NASA sluiten begeleidende sterren als superreuzen of reuzensterren uit bij elke bestudeerde type Ia-supernova. De afgeworpen buitenste sterlagen van zo'n superreus zouden toch echt in het röntgengebied moeten stralen. Dit is echter in geen van de 53 dichtstbijzijnde supernovaresten aangetroffen door de röntgentelescoop van de Swift. Voor 12 supernovae die binnen 10 dagen na explosie bestudeerd werden, gold dat geen van hen ultraviolette straling afgaf die de satelliet kon zien. Dit zou via het oppervlak van een begeleidende ster, verhit door de schokgolf van de supernova, wel het geval moeten zijn. Daarom is de conclusie dat er geen rode reuzen of grote sterren deel uitmaakten van de moedersterren van deze supernovae. In het geval van SN 2011fe moet de begeleidende ster kleiner dan de Zon zijn geweest, mocht deze bestaan hebben. Het Chandra X-ray Observatory heeft onthuld dat de röntgenstraling van vijf elliptische sterrenstelsels en de centrale verdikking van het Andromedastelsel tussen de 30 en 50 keer zo zwak is als viel te verwachten. Men vermoedt namelijk dat van de accretieschijven van witte dwergen röntgenstraling afkomstig zou moeten zijn, als voorlopers van type Ia-supernovae. Omdat deze straling niet is aangetroffen, concludeert men dat maar weinig witte dwergen in deze gebieden een accretieschijf bezitten. Daarom acht men het scenario van een witte dwerg met een accretieschijf als moederster voor een supernova type Ia niet waarschijnlijk. Er zijn nog geen zwaartekrachtgolven waargenomen van een spiraliserende botsing tussen twee witte dwergen. Dit is echter niet vreemd, als men bedenkt dat de mogelijkheid om deze golven waar te nemen vrij recent is.
Meervoudige degeneratieve sterren als bron van supernovatype Ia trekt de bruikbaarheid van deze fenomenen als astronomische afstandsbepalers in twijfel; de totale massa van twee samensmeltende witte dwergen zal flink kunnen variëren, wat ook de lichtkracht zal beïnvloeden.

#### Type Iax
Er is voorgesteld om een groep van minder lichtsterke supernovae, die plaatsvinden als resultaat van accretie van helium op een witte dwerg, te classificeren als Type Iax. Men speculeert dat dit type explosie de ster van oorsprong wellicht niet (geheel) zou verwoesten, waardoor een zogenaamde 'zombie-ster' zou achterblijven. Er zijn zo'n dertig typen Iax geïdentificeerd, maar bewijs voor zo'n ster is er tot op heden nog niet.

## Observaties

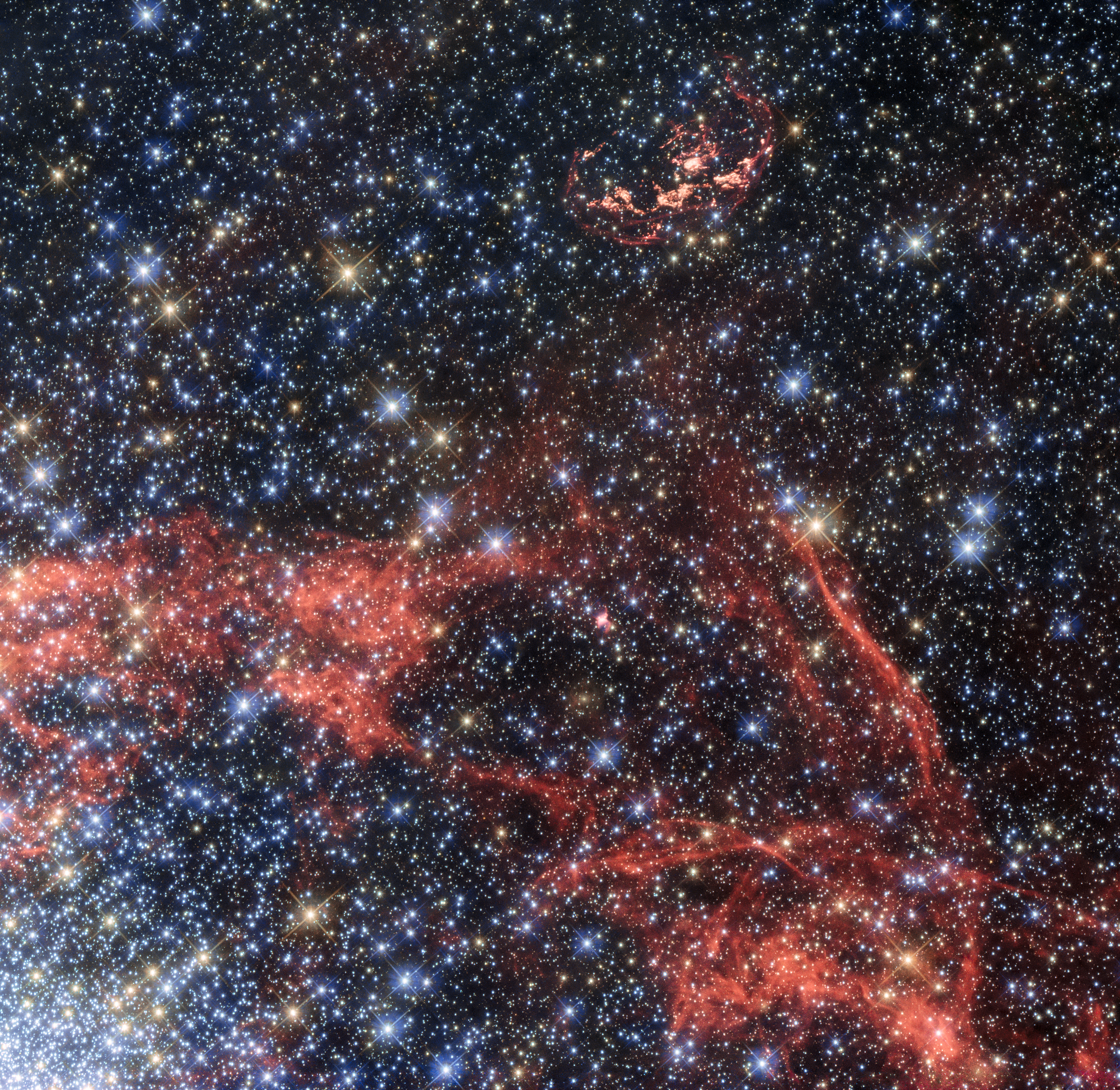
Supernovarest N103B, gefotografeerd door de Hubble

In tegenstelling tot andere typen supernovae, vinden die van type Ia doorgaans in alle soorten van sterrenstelsels plaats, dus ook in elliptische. Er is geen voorkeur aangetoond voor een bepaald gebied van huidige stervorming. Als men de extreem lange mogelijke levensduur in acht neemt voordat een ster tot witte dwerg transformeert, moet men concluderen dat zo'n stersysteem ver kan zijn afgedwaald van het gebied waarin het is geboren. Een witte dwerg vormt zich pas aan het eind van het leven op de hoofdreeks (planetaire nevelfase). Hierna kan een nauw dubbelstersysteem nog een miljoen jaar in de massaoverdrachtfase doorbrengen (waarin het mogelijk nova-uitbarstingen produceert) vooraleer de omstandigheden gunstig zijn voor een type Ia-supernova.
Het is een al lang bestaand probleem in de astronomie om de moedersterren  van supernovae te identificeren. De directe observatie van zo'n ster zou de voorspellingsmodellen van handige beperkingen kunnen voorzien. In 2006 had de zoektocht naar deze moedersterren al meer dan een eeuw geduurd. De observaties van supernova SN2011fe hebben eindelijk zulke beperkingen opgeleverd. Eerdere waarnemingen van de positie van de gebeurtenis onthulden geen ster, waardoor een rode reus werd uitgesloten als mogelijkheid. In het expanderende plasma van de explosie werden koolstof en zuurstof aangetroffen, duidelijke aanwijzingen voor een witte dwerg als oorsprong, omdat die hoofdzakelijk hieruit bestaat. Tevens werden bij de observaties aan SN PTF 11kx, ontdekt op 16 januari 2011 door het Palomar Transient Factory-onderzoek (in Californië), aan de hand van de ejecta de conclusies getrokken dat deze explosie kwam van een enkelvoudige degeneratie-ster, tezamen met een rode reus. Dit deed vermoeden dat er meerdere wegen naar Rome leiden, als het aankomt op type Ia. Directe observaties van deze moederster werden in 'Science' gepubliceerd in de editie van 24 augustus 2019 en ondersteunden deze conclusie. Ook werden van de moederster al eerder periodische nova-uitbarstingen waargenomen - nog een verrassende ontdekking. Bij een latere analyse werd evenwel aangetoond dat het circumstellaire materiaal veel te massief was voor een enkel degeneratieve uitbarsting, maar beter zou passen bij een zogeheten kern-degeneratief scenario, een samensmelting met een hete kern van een ster op de asymptotische reuzentak.

#### Lichtkromme

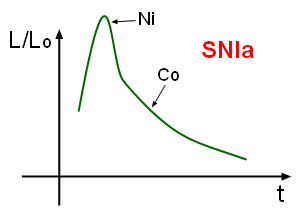
Deze grafiek van lichtkracht tegen de tijd toont het karakteristieke verloop van een type Ia supernova. De piek komt voornamelijk door het verval van nikkel (Ni), terwijl tijdens de latere fase de energie uit kobalt (Co) gehaald wordt

Type Ia-supernovae hebben een herkenbare lichtkromme; de grafiek van de lichtkracht uitgezet tegen de tijd na de explosie. Tijdens maximale lichtkracht bevat het spectrum lijnen van middelzware elementen, van zuurstof tot calcium; dit zijn ook de elementen waaruit de buitenste lagen van de ster hebben bestaan. Maanden later, als de buitenste lagen door uitzetting zover zijn verdund dat ze doorzichtig zijn geworden, zal het spectrum juist hoofdzakelijk bestaan uit materie uit de kern van de ster. Dit zijn zware elementen die gecreëerd zijn tijdens de explosie; isotopen die dicht in de buurt komen van de atoommassa van ijzer komen het meest voor. Het radioactief verval van nikkel-56 via kobalt-56 tot ijzer-56 produceert hoog-energetische fotonen, die de hoofdmoot vormen van de energieproductie van de ejecta, vanaf halverwege tot het einde van de lichtkromme.
In het Calán/Tololo supernova-onderzoek, een samenwerkingsverband van astronomen uit Chili en de Verenigde Staten, werden supernovae van het type Ia voor het eerst gebruikt voor het precies meten van afstanden. Met een reeks publicaties in 1990 werd in dit onderzoek aangetoond dat, hoewel niet alle supernova-type Ia dezelfde piek in lichtkracht vertonen, er een enkele eigenschap van deze lichtkromme gebruikt kan worden om niet roodverschoven type Ia-supernovae te corrigeren tot een standaardkaars. De originele correctie tot de waarde van standaardkaars noemt men de Phillips-relatie. De onderzoeksgroep toonde aan dat type Ia met een precisie van 7% gebruikt konden worden voor relatieve afstandsmetingen in het heelal. De reden voor de uniforme waarde op het toppunt van lichtkracht is de geproduceerde hoeveelheid nikkel-56 in witte dwergen, wanneer ze vlak voor het bereiken van de Chandrasekhar-massa exploderen.
De overeenkomst in het profiel van absolute magnitude van bijna alle bekende type Ia-supernovae heeft ertoe geleid dat ze gebruikt worden als een tweede, controlerende afstandsbepaler voor extragalactische astronomie. Voor het bepalen van de wet van Hubble-Lemaître (de uitdijing van het universum) wordt dit type supernovae dan ook gebruikt, tezamen met bijvoorbeeld Cepheïden- of masermetingen.

## Versnelde uitdijing van het heelal
In 1998 is aan de hand van ver afgelegen type Ia-supernovae vastgesteld dat ons heelal klaarblijkelijk onderhevig is aan een versnellende uitdijing. Drie leden van twee teams onderzoekers zijn met de Nobelprijs beloond voor deze ontdekking.

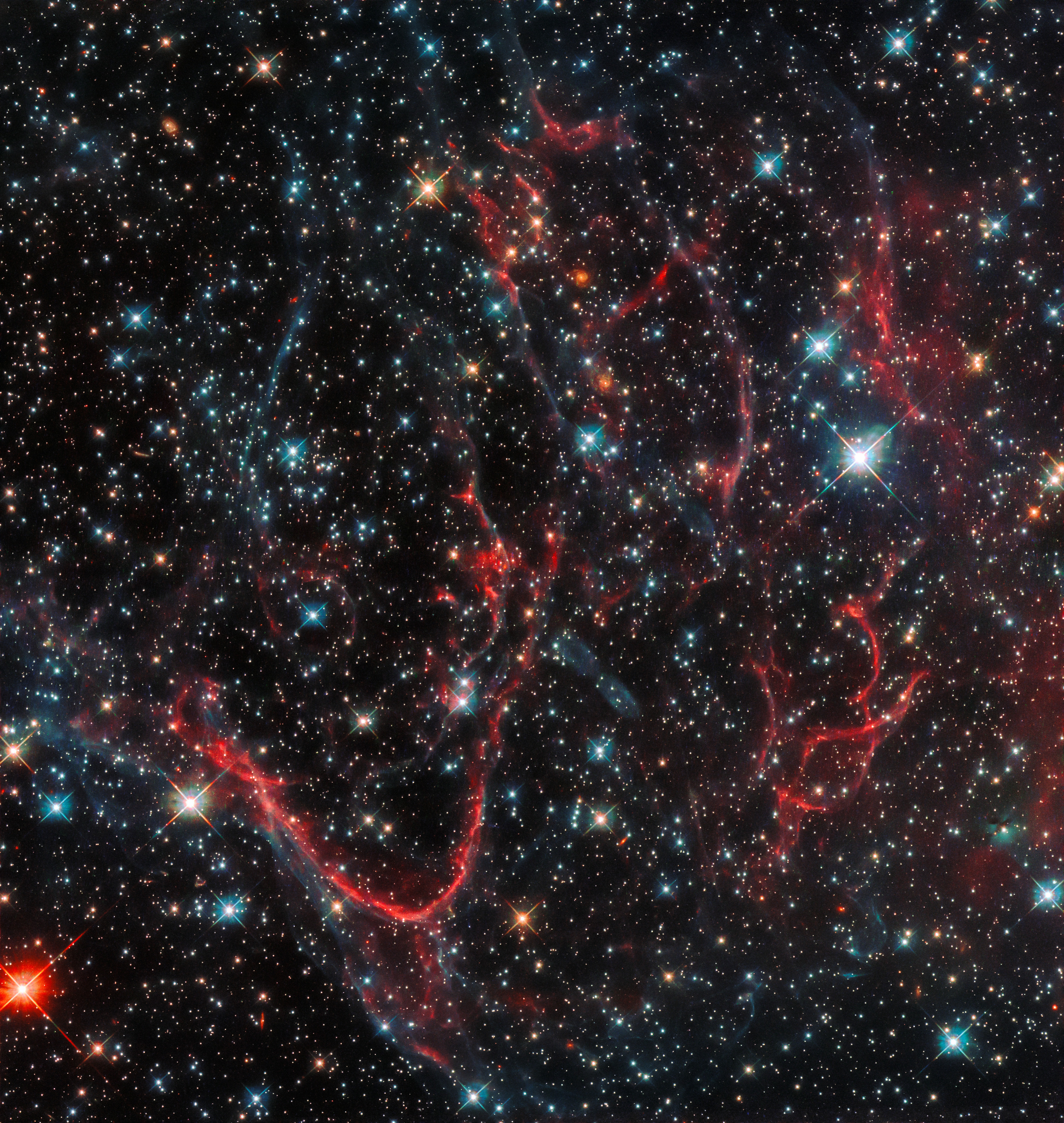
Supernovarest SNR 0454-67.2 is naar alle schijn het resultaat van een type Ia supernova

Niet zo lang geleden zijn wetenschappers erin geslaagd aan te tonen dat type Ia-supernovae, die altijd als homogeen beschouwd zijn, in feite niet geheel aan elkaar gelijk zijn. Hierbij wordt gesteld dat het type Ia dat vandaag de dag vrij zeldzaam is, in het vroegere universum veel vaker voorkwam. Deze relatief nieuwe ontdekking kan weleens verstrekkende gevolgen hebben voor de fysische kosmologie, zoals een mogelijke revisie van de snelheid van de uitdijing van het heelal en de kracht van de mysterieuze donkere energie. Ook is het voer voor het debat over de Hubble-spanning.